# Molí, resclosa, pont i font d'en Busqueta
El Molí, resclosa, pont i font d'en Busqueta és una obra de Palafrugell (Baix Empordà) protegida com a Bé Cultural d'Interès Local.

## Descripció
Conjunt format per l'antic pont d'en Busqueta, sobre la riera de Llofriu, i el molí d'en Busqueta, al costat del qual hi havia la font del mateix nom, situat al marge esquerre de l'esmentada riera, a més del molí de la Fanga.
El pont és d'un sol arc, rebaixat, en un punt on la riera discorre entre marges força alts i verticals. Té uns alts pilars de fonamentació, els arcs són fets de lloses grans i mal tallades. La volta conserva empremtes de l'encanyissat. El paviment té restes d'enllosat. Els trams del vell camí de Palamós a Girona per Palafrugell i la Bisbal que donen accés al pont s'han perdut.
El molí és un edifici de dues plantes, amb l'habitatge a la part superior. L'entrada és a la part posterior i s'hi accedeix directament des de l'antic camí. A migdia hi ha la porta que dona accés directament a la planta baixa. A la llinda hi ha gravat l'any i el dibuix d'un pou. El molí fariner era de dues moles, ja que a la base de la façana de llevant s'hi veuen les dues arcades parelles. L'entrada d'aigua, a ponent, és soterrada. L'edifici es troba en molt mal estat i envoltat d'una espessa vegetació que en dificulta l'accés. El teulat té parts enfonsades. A la planta l'únic element que resta del mecanisme del molí és una gran mola solera.
La bassa del molí probablement era situada on ara hi ha unes feixes d'hort -al sud-oest del molí i el pont. Es desconeix l'emplaçament de la resclosa.
La font d'en Busqueta ara està situada en una esplanada, a ponent del molí, sobre la riera. L'espai està envaït per la vegetació i ni tan sols es distingeix el broc de la font. Una taula fet amb una gran mola del molí veí és l'únic element que avui recorda la font.

## Història
El pou que figura gravat a la llinda del molí és l'emblema de la casa Pou o Pouplana, de Palafrugell (avui casa Frigola o Frigolet al carrer de la Caritat), propietaris rurals. "Les muntanyes Poues", prop d'aquí, és un topònim originat per aquesta propietat.